# Josh Berresford
Joshua Lee „Josh” Berresford (ur. 11 lipca 1978 w Beaver Falls) – amerykański aktor telewizyjny, teatralny i producent filmowy, model, najlepiej znany jako Cory Dalmass z serialu Hotel Dante (2005–2006).

## Filmografia
- 2005–2006: Hotel Dante jako Cory Dalmass
- 2013: Zakazane imperium
- 2015: Eye Candy jako Johnny